# کوروکوما کاتسوزو
کوروکوما نو کاتسوزو (به ژاپنی: 黒駒 勝蔵 くろこまの かつぞう)، تولد ۱۸۳۲ (تنپو ۳) - مرگ ۲۶ نوامبر ۱۸۷۱ یک گانگستر و طرفدار سوننو جوئی (احترام به امپراتور، اخراج بربرها) در دوره باکوماتسو یا اواخر دوره ادو بود. نام واقعی او  کوایکه کاتسوزو小池 勝蔵（こいけ かつぞう） بود. او از اعضای سکیهوتای بود.

## بررسی اجمالی
گانگستری از اواخر دوره ادو بود. در خانواده‌ای کشاورز در روستای کوروکوما، شهرستان یاتسوشیرو، ولایت کای (شهر فوئفوکی، استان یاماناشی) متولد شد. در سال ۱۸۵۶ (آنسی ۳)، در سن ۲۵ سالگی، به گروهی از قماربازان پیوست و زیردست رئیس قمار، جینبی از روستای تاکئی، همان شهرستان (شهر فوئفوکی) شد. او بعدها به شهرت رسید و به همراه برادر کوچکتر جینبی، یاسوگورو (تاکی دومویاسو)، گروهی قدرتمند از قماربازان را در کوشو با بیش از ۹۰ زیردست تشکیل داد. از سال ۱۸۶۱ (بونکیو ۱)، او بارها با سایر جناح‌ها درگیر شد و جنگید، اما معروف‌ترین دشمنی او با شیمیزو جیروچو از سوروگا (استان شیزوئوکا) بود. او برای جلوگیری از دستگیری به جرم قمار و قتل از ایسه به اوساکا گریخت و در سال ۱۸۶۸ (مِیجی ۱) به سکی‌هوتای پیوست، نام خود را به ایکِدا کاتسوما تغییر داد و به سپاه اول انعطاف‌پذیر منصوب شد. در سال ۱۸۷۰، او به کار معدن در معدن طلای کوروکاوا کشیده شد و دادخواستی برای تحقیق ارائه داد و وارد استان کای شد، اما سال بعد در ناحیه کامو، اولایت ایزو (استان شیزوئوکا) به دلیل فرار از خدمت دستگیر شد زیرا نتوانست به موقع به سپاه بازگردد و جنایات قبلی او نیز آشکار شد که منجر به اعدام او با گردن زدن در ۱۴ اکتبر شد. قبر او در معبد جوریوجی در میساکا-ماچی، شهر فوفوکی است.

## جنگ بوشین
کاتسوزو در جنگ بوشین در کنار ارتش دولتی شرکت کرد، اما سکیهوتای توسط ارتش جدید دولتی به عنوان "ارتش جعلی دولتی" مجازات شد و کاپیتان آن، ساگارا سوزو، اعدام شد و میزونو یاتارو دستگیر و در زندان درگذشت. در نتیجه، سکیهوتای منحل شد و کاتسوزو به هنگ هفتم سربازان وظیفه (که بعداً به اولین هنگ چریکی تبدیل شد) که تاکایوشی شیجو را در کیوتو همراهی می‌کرد، پیوست و نام مستعار "ایکدا کاتسوما " را برای خود برگزید.